# 3378 Susanvictoria
3378 Susanvictoria este un asteroid din centura principală, descoperit pe 25 noiembrie 1922 de George Van Biesbroeck.